# Oryzorictes tetradactylus
Espèce
Statut de conservation UICN

 DD  : Données insuffisantes
Oryzorictes tetradactylus est une espèce mammifères insectivores de la famille des Tenrecidae. Ce tenrec est endémique de Madagascar.
Synonyme : Oryzorictes teradactylus Milne-Edwards & A. Grandidier, 1882 [orth. error]

## Description
Comme tous les individus du genre Oryzorictes, ils mesurent environ entre 10 et 12,5 cm de long pour une masse comprise entre 28 et 40 g. Comme d'autres insectivores semi-fouisseurs ils ont des pattes avant bien développées, pourvues de griffes ainsi que des petits yeux et de petites oreilles. Ils ont un pelage généralement brun-roux, bicolore selon qu'il s'agit du dos ou du ventre.
Oryzorictes tetradactylus a, comme son nom l'indique, quatre doigts aux membres antérieurs, ce qui le distingue de Oryzorictes hova qui en a cinq.
La queue est aussi sensiblement plus courte que chez Oryzorictes hova mais des variations individuelles existent, rendant ce seul critère insuffisant pour différencier les espèces.